# Rapa Nui (film)
Rapa Nui (1994) este un film regizat de Kevin Reynolds. Este produs de Kevin Costner, Barrie M. Osborne și alții. Povestea filmului se bazează pe legendele poporului Rapanui privind Insula Paștelui, Chile, în particular despre oul rândunicii Onychoprion fuscatus din Cultul omului-pasăre.  
Detaliile istorice din acest film sunt discutabile, dar tema centrală — distrugerea pădurilor de neînlocuit ale insulei — este bine autentificată.

## Distribuția
- Jason Scott Lee – Noro
- Esai Morales – Make
- Sandrine Holt – Ramana
- Eru Potaka-Dewes – Ariki-mau
- Gordon Hatfield – Riro
- Cliff Curtis – Short Ears

## Povestea
Există două clase de oameni; Urechi Lungi și Urechi Scurte. Urechile Lungi, însemnați cu bucăți mari din lemn în lobul urechilor și cu anumite tatuaje, sunt în clasa conducătorilor. Urechile Scurte formează clasa celor care  muncesc și nu au obiecte agățate de urechi și nici tatuaje diferite. Tinerii bărbați Urechi Lungi din fiecare trib se întrec anual în concursul Omului-Pasăre. Tribul câștigătorului conduce întreaga insulă timp de un an. 
Ariki-mau a fost Omul-Pasăre (Regele Insulei) timp de 20 de ani. El este convins că într-o zi zeii vor sosi într-o mare canoe albă și-l vor duce în Cer. Consilierul său îi spune să construiască cât mai multe statui Moai și foarte mari pentru a primi favoruri din partea zeilor și să-i încurajeze ca să vină mai devreme.  Ariki-mau respinge cu irascibilitate o statuie mai recentă-care are peste 20 metri-ca fiind prea mică. Lucrătorii Urechi Scurte sunt forțați să construiască o statuie și mai mare într-o perioadă de timp imposibil de scurtă. Consilierul regelui fără milă impune reguli și un nou status quo prin uciderea unui pescar Ureche Scurtă care a prins accidental un pește tabu. 

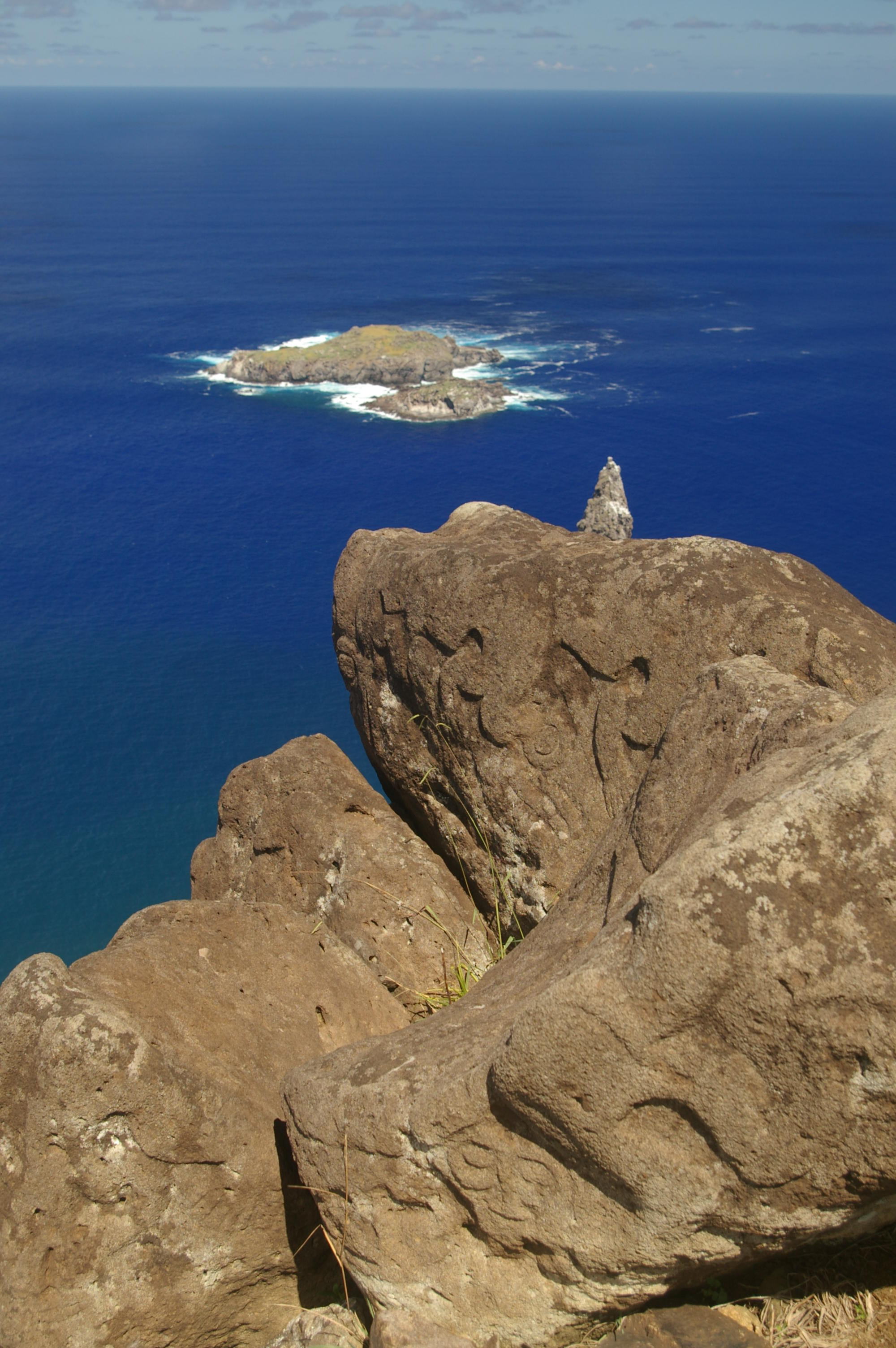
Insula Motu Nui

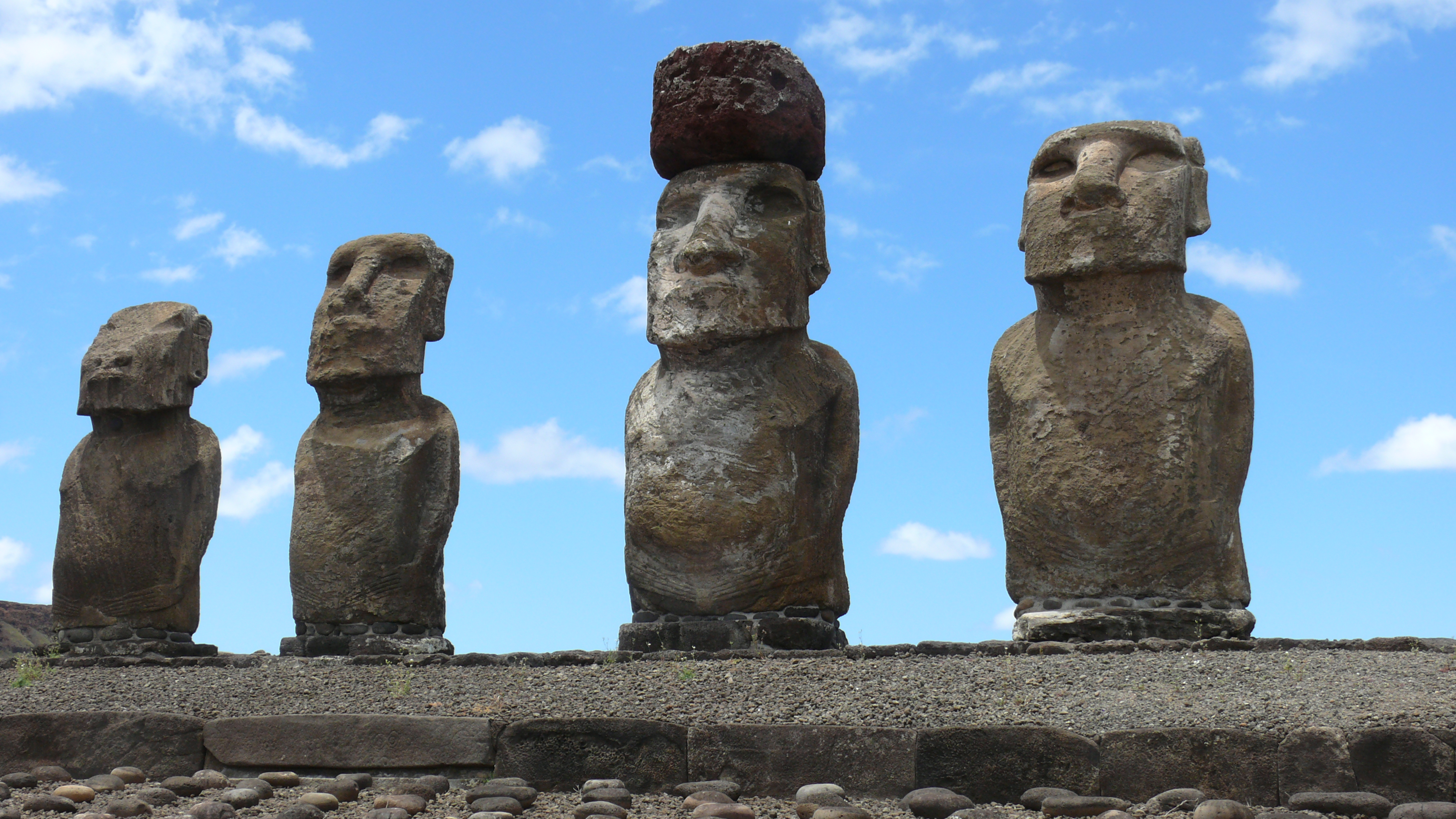
Statui Moai din Insula Paștelui

Noro Ureche-Lungă (Jason Scott Lee) și Ramana, o fată Ureche Scurtă, sunt ambii respinși de triburile lor-tatăl ei a fost alungat pentru că a construit o canoe ghinionistă.  Tatăl lui Noro a furat o canoe și navigat departe și este acuzat că și-a abandonat tribul.  Cei doi au o relație secretă și se îndrăgostesc unul de altul.
Ariki-mau îi spune lui Noro că el trebuie să participe la concursul Birdman astfel încât Ariki-mau să poată continua să conducă insula. Noro îl întreabă dacă se poate căsători cu Ramana în caz că va câștiga. Regele este de acord fără tragere de inimă. Consilierul regelui susține că pielea Ramanei este prea întunecată, și că ea trebuie să fie purificată prin închiderea sa până la începutul concursului (o perioadă de 6 luni) în „Peștera Fecioarei”. El îi verifică virginitatea și îi spune ei că nu este potrivită pentru „Peștera Fecioarei”, dar că acesta va fi micul lor secret.  Ramana aruncă o ultimă privire către apusul soarelui și intră în peșteră. 
Noro se întâlnește cu tatăl exilat al Ramanei, un producător de canoe, și îi cere să-l pregătească pentru concursul Omului-Pasăre.  Acesta refuză inițial pentru că din vina lui Noro fiica stă într-o peșteră din care nu are voie să iasă, dar mai târziu se răzgândește și-l antrenează pe Noro. În timp ce-l pregătește de competiție, îi dezvăluie că el și cu tatăl lui Noro au fost prieteni buni o dată și că de fapt el este cel care i-a dat o canoe tatălui lui Noro. În continuare îi explică faptul că tatăl lui Noro a navigat în depărtări după ce a descoperit o piesă dintr-un galion naufragiat spaniol, lucru care va distruge vechea credință a oamenilor Rapa Nui că ei sunt singurii oameni de pe Pământ. 
Între timp, Urechile Scurte au început să sufere de foame pentru că regele insistă asupra lucrului la noile statui în locul producerii de produse alimentare, în același timp continuă să dea Urechilor Lungi cotă integrală din hrană rămasă. Regele insistă chiar să se taie cei câțiva copaci rămași pe insulă pentru a se construi role și alte echipamente pentru a se muta statuia uriașă din cariera de piatră. Noro se furișează și îi dă ceva de mâncare prietenului său Ureche Scurtă Make (Esai Morales) și îi dezvălui planurile sale de a se căsători cu Ramana. Make nu reacționează cum trebuie la auzul acestei vești și Noro își dă seama că și Make o iubește pe Ramana. Make îi spune că nu mai sunt prieteni și fuge. Separat, atât Noro cât și Make o vizitează pe Ramana în peștera în care se afla, aducându-i alimente și vorbindu-i prin bariera de la gura peșterii.  Amândoi își declară dragostea față de ea. Ea le răspunde întotdeauna, dar ea pare mai degrabă deprimată.  

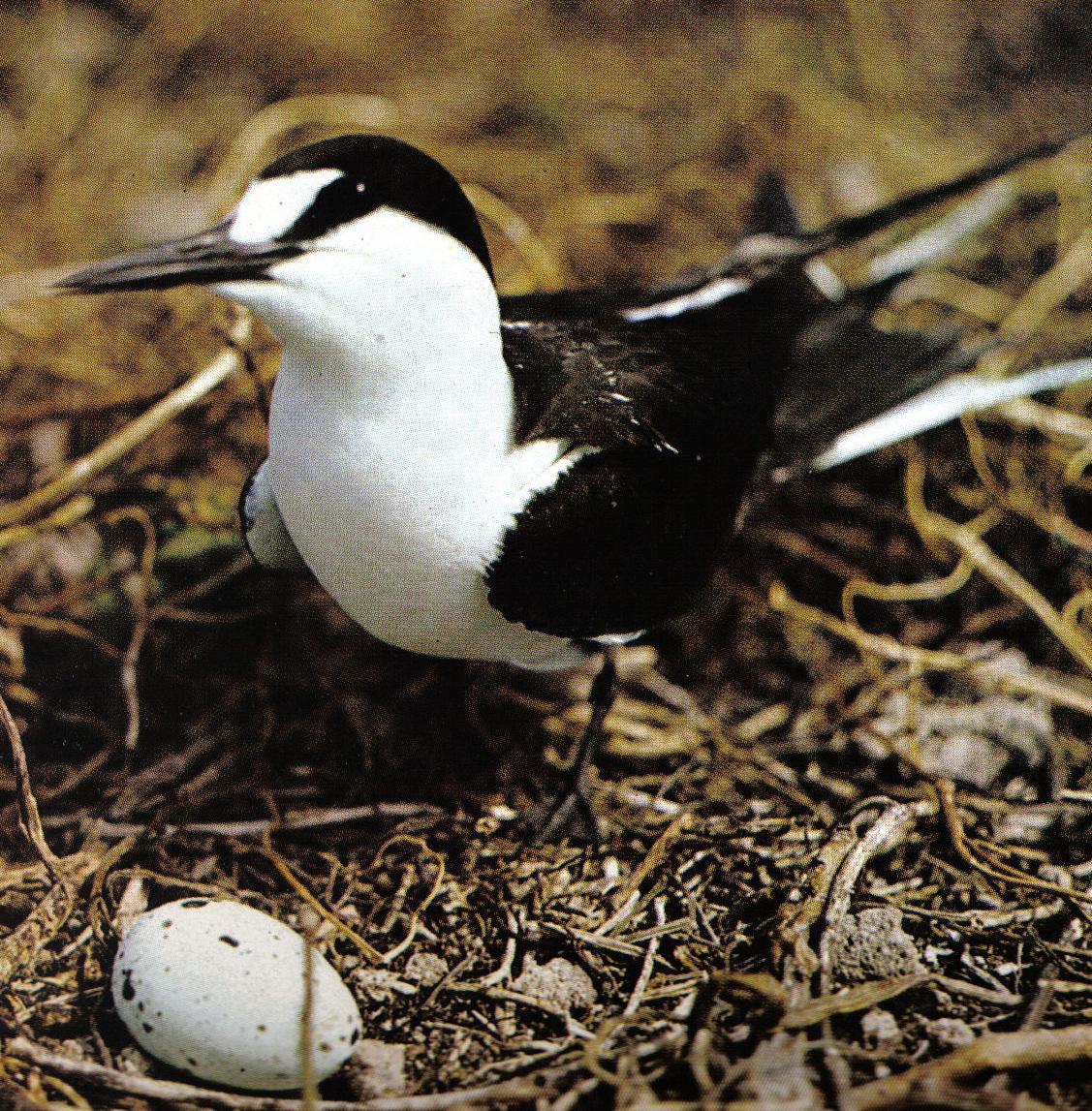
O pasăre Onychoprion fuscatus cu un ou în „cuib”

După ce lipsa alimentelor duce la moartea unuia dintre Urechile Scurte (Heki, fostul Conducător al Sculptorilor) Urechile Scurte cer ca să primească jumătate din lemne, produse alimentare și alte materiale și să li se permită să participe la concursul Omului-Pasăre. Deși consilierul regelui inițial refuză și îi condamnă la moarte, totuși regele este de acord cu unele cereri după ce își dă seamă că dacă Urechile Scurte vor fi omorâte nu va mai avea cine să construiască statuile Moai.  Regele le spune că li se va împlini cererile numai după ce vor termina statuile Moai și că i se va permite unui om Ureche Scurtă să concureze, dar dacă acesta va pierde va fi sacrificat. În ciuda acestor condiții Make acceptă să concureze cu condiția ca el să se căsătorească cu Ramana dacă va câștiga. Regele acceptă și Make își petrece tot timpul lucrând și antrenându-se, fără a dormi și fără a se odihni. Între timp, munca la cea mai mare statuie Moai a devenit atât de importantă încât Urechile Scurte își sacrifică chiar și hrana lor numai ca să o termine.
În sfârșit începe concursul Omul-Pasăre. Nouă concurenții trebuie să înoate și apoi să urce pe stâncile pentru a lua un ou din cuibul unei păsări [Onychoprion fuscatus] și să se întoarcă cu el înapoi. Primul care se întoarce revendică victoria și conducerea insulei pentru tribului său. Noro câștigă cu greu cursa și Ariki-mau rămâne conducătorul insulei pentru încă un an. 
Ramana iese în sfârșit din peșteră, palidă din cauza șederii îndelungate sub pământ și cu o sarcină vizibilă. Înainte ca cineva să ia vreo decizie în ceea ce o privește, un iceberg apare în largul coastei. Ariki-mau crede că aisbergului este marea canoe albă trimisă ca să-l ducă la zei și îi iese în întâmpinare cu unii dintre adepții lui. Aisbergul plutește cu regele pe el. Fostul consilier al regelui încearcă să profite de situație pentru a prelua conducerea insulei, dar Urechile Scurt asuprite și înfometate s-au săturat de viața lor grea. Ei declanșează o mare revoltă, atacă și chiar mănâncă Urechile Lungi. În mijlocul haosului, Noro, Ramana și cu copilul lor fug de pe insulă într-o canoe construită de tatăl Ramanei, posibil pe Insula Pitcairn aflată la 1500 mile distanță (filmul se termină cu plecarea celor trei fără a oferi informații despre locul unde au ajuns).

## Probleme de acuratețe istorică
Filmul poate fi considerată o istorie concisă a prăbușirii civilizației din Insula Paștelui. De exemplu, oamenii taie toți copacii rămași pe insulă ca să mute statuile Moai. În final, Noro și Ramana încercă să fugă de pe insulă cu o canoe specială, construită de către tatăl Ramanei.
Scenariul amestecă elemente din două perioade: epoca Moai și Cultul Omului-Pasăre de mai târziu. Dacă conflictul dintre Urechile Lungi și Urechile Scurte a fost real, atunci acesta a avut loc cu mult timp înainte să apară Cultul Omului-Pasăre.
Numele Rapa Nui, des utilizat, nu au fost numele indigen original; care poate să fi fost Te Pito te Henua („Buricul Lumii”), o expresie folosită în film, deși există și alte posibilități.